# هربرت ميرسير
هربرت ميرسير (بالإنجليزية: Herbert Mercer)‏ هو سياسي بريطاني (وحمل سابقاً جنسية المملكة المتحدة لبريطانيا العظمى وأيرلندا)، ولد في 7 يناير 1862 في المملكة المتحدة، وتوفي في 8 فبراير 1944. حزبياً، نشط في حزب المحافظين. في الانتخابات العامة في المملكة المتحدة 1922 ‏، انتخب عضو برلمان المملكة المتحدة الـ32 عن دائرة Sudbury (UK Parliament constituency) ‏ (15 نوفمبر 1922 – 16 نوفمبر 1923).